# De sputterende spuiter
De sputterende spuiter is het honderdveertiende stripverhaal uit de reeks van Suske en Wiske. Het is geschreven door Paul Geerts en gepubliceerd in De Standaard en Het Nieuwsblad van 30 november 1976 tot en met 9 april 1977. De eerste albumuitgave in de Vierkleurenreeks was in augustus 1977, met nummer 165.

## Locaties
- huis van dokter A.M. Pul en apotheek, stadsbibliotheek, kasteelruïne, Frankrijk, Parijs met Eiffeltoren, fabriek

## Personages
- Suske, Wiske met Schanulleke, tante Sidonia, Lambik, Jerom, professor Barabas, dokter A.M. Pul[1], verpleegster, bibliothecaris, agent, Boris Borrel, Vette Pree en andere bouwvakkers, kraanmachinist[2], vrachtwagenchauffeur, generaal

## Uitvindingen
- de gyronef

## Het verhaal
Wiske gaat met Lambik naar de dokter. Hij krijgt medicijnen, maar gooit deze weg en zegt dat de geneesmiddelen ook in de natuur te vinden zijn. Dan zien ze een oude man die kruiden plukt. Deze man vertelt dat er veel kruiden zijn verdwenen door het gebruik van insecticiden en andere giftige stoffen. De man vertelt ook dat er in de vijftiende eeuw een krachtig, maar gevaarlijk, kruid groeide in de tuin van de alchemist op het kasteel. Het recept en de kaart van het kasteel bevinden zich in de bibliotheek en de man vertrekt. 
Lambik gaat naar de stadsbibliotheek en vindt de bibliothecaris, die is neergeslagen met een fles. De dader heeft het meest waardevolle boek gestolen, dit is ook het boek waar Lambik ook naar op zoek was. Lambik waarschuwt de politie, maar deze heeft geen tijd om te helpen. Lambik waarschuwt nu zijn vrienden. Suske en Wiske komen naar de bibliotheek, maar Boris Borrel kan toch ontsnappen met het boek. Tante Sidonia komt met de gyronef en volgt de auto van Borrel. Suske, Wiske en Lambik gaan met de auto achter de man aan. Professor Barabas heeft Lambik een radio in zijn auto gegeven en hiermee kunnen ze contact opnemen met de gyronef. De auto komt bij bouwwerkzaamheden en een bekende kraanmachinist helpt de auto verder. Tante Sidonia ziet Borrel bij een huis stoppen en landt met de gyronef op de schoorsteen. De vrienden kunnen Borrel verjagen en hebben nu het boek in handen. 
Lambik laat Suske en Wiske het boek zien. De plant die ze zoeken ziet eruit als een distel. De vrienden besluiten naar het kasteel te gaan om de plant te zoeken. Als ze bij de ruïne aankomen, breekt een onweer los en Suske en Wiske gaan samen naar huis. Lambik blijft zoeken naar de plant en vindt die onder de wortels van een omgevallen boom. Hij kookt de plant in water en morst dit dan op zijn broek. Hij leest dat het brouwsel het mogelijk maakt om te communiceren met levenloze dingen die men dan zijn eigen wil op kan leggen. De broek van Lambik komt tot leven en begint te vechten met Lambik. Boris Borrel ziet dit en slaat Lambik neer. Borrel stopt het restje van het brouwsel in een verstuiver en gaat ervandoor.
Jerom komt langs en de vrienden besluiten naar de ruïne te gaan om Lambik te zoeken. Wiske blijft thuis en merkt dat de meubels tot leven komen. Ook Schanulleke komt tot leven en het popje probeert het huis in brand te steken. Boris Borrel vertelt Wiske dat de uitwerking van het brouwsel slechts tijdelijk is, hij wil wraak nemen op de wereld omdat hij zijn beste jaren aan de wetenschap heeft gegeven. Als de vrienden met Lambik arriveren, gaat Borrel ervandoor. Tante Sidonia is erg overstuur als ze merkt dat er brand is gesticht in haar huis. Wiske vertelt haar vrienden dat Boris niet slecht is, maar wel verbitterd. De vrienden besluiten professor Barabas om hulp te vragen. De professor gebruikt Schanulleke omdat het popje in aanraking is geweest met het brouwsel en maakt een tegengif. 
Dan horen de vrienden op de radio dat er bij de grens tussen Nederland en België vreemde dingen gebeuren, ook op de weg naar Parijs zijn mensen aangevallen door meubelstukken. Lambik en Jerom gaan richting Frankrijk en botsen op een levend ijskarretje, en ze rijden snel door naar Parijs. Ze vinden Boris bij de Eiffeltoren en het bouwwerk komt door het brouwsel voor het eerst sinds de wereldtentoonstelling van 1889 van zijn plaats. Jerom kan de Eiffeltoren op zijn plaats houden, maar Boris weet te ontkomen. Suske en Wiske zien de Eiffeltoren bewegen op tv en gaan met de auto van tante Sidonia op pad, alhoewel tante dit nadrukkelijk heeft verboden. De auto van tante Sidonia wordt door een wandelende brug verpletterd, de kinderen worden gered door Jerom. 
Boris Borrel is in een fabriek verdwenen en de machines komen tot leven, Suske ziet dat het leger tanks, kanonnen en vliegtuigen heeft gestuurd. De generaal wil de fabriek beschieten, maar Jerom legt knopen in de lopen van de tanks. Suske en Wiske lopen voor Borrel het fabrieksgebouw uit en vertellen dat hij zich wil overgeven. Dan zien de vrienden dat alle bruggen samen een grote brug in de wolken hebben gevormd. Borrel vertelt dat dit een symbolische brug naar de derde wereld is. Hij vertelt ook dat hij al heel lang plannen heeft voor een betere samenwerking. De pers arriveert en ze horen de verhalen van Borrel. Borrel is Wiske erg dankbaar, omdat er eindelijk naar zijn ideeën wordt geluisterd. 
Als Suske, Wiske en Lambik teruggaan naar de ruïne zien ze dat het speciale kruid dood is, een boer heeft er insecticiden over uitgegoten.